# Bistum Kamina
Das Bistum Kamina (lat.: Dioecesis Kaminaensis, frz.: Diocèse de Kamina) ist eine in der Demokratischen Republik Kongo gelegene römisch-katholische Diözese mit Sitz in Kamina.

## Geschichte
Das Bistum Kamina wurde am 18. Juli 1922 durch Papst Pius XI. aus Gebietsabtretungen des Apostolischen Vikariates Kasaï Superiore als Apostolische Präfektur Lulua e Katanga Centrale errichtet. Am 26. Februar 1934 gab die Apostolische Präfektur Lulua e Katanga Centrale Teile ihres Territoriums zur Gründung des Apostolischen Vikariates Boma ab. Die Apostolische Präfektur Lulua e Katanga wurde am 26. Februar 1934 durch Pius XI. mit der Apostolischen Konstitution Libenti animo zum Apostolischen Vikariat erhoben. Am 8. Juli 1948 gab das Apostolische Vikariat Lulua e Katanga Centrale Teile seines Territoriums zur Gründung der Apostolischen Präfektur Lac Moero ab. Das Apostolische Vikariat Lulua e Katanga Centrale wurde am 8. Juli 1948 in Apostolisches Vikariat Lulua umbenannt.  
Am 10. November 1959 wurde das Apostolische Vikariat Lulua durch Papst Johannes XXIII. mit der Apostolischen Konstitution Cum parvulum zum Bistum erhoben und in Bistum Kamina umbenannt. Es wurde dem Erzbistum Lubumbashi als Suffraganbistum unterstellt. Das Bistum Kamina gab am 11. März 1971 Teile seines Territoriums zur Gründung des Bistums Kolwezi ab.

## Ordinarien

### Apostolische Präfekten von Lulua e Katanga Centrale
- Camille Valentin Stappers OFM, 1922–1934

### Apostolische Vikare von Lulua e Katanga Centrale
- Camille Valentin Stappers OFM, 1934–1948

### Apostolische Vikare von Lulua
- Camille Valentin Stappers OFM, 1948–1950
- Victor Petrus Keuppens OFM, 1950–1959

### Bischöfe von Kamina
- Victor Petrus Keuppens OFM, 1959–1971, dann Bischof von Kolwezi
- Barthélémy Malunga, 1971–1990
- Jean-Anatole Kalala Kaseba, 1990–2020
- Léonard Kakudji Muzinga, seit 2023